# Czigány György
Czigány György (Budapest, 1931. augusztus 12. –) Erkel Ferenc-, Liszt Ferenc- és József Attila-díjas magyar író, költő, újságíró, szerkesztő, zenei rendező, műsorvezető, érdemes művész.

## Élete
Czigány Károly és Plachtovics Ilona gyermekeként született. 1943-ig Győrben élt; a Győri bencés gimnázium diákja volt. 1951–1956 között a Zeneakadémiára járt, ahol zongoraművész tanári diplomát szerzett, Kadosa Pál tanítványaként.
1956-tól 20 évig a Magyar Rádió munkatársa illetve zenei főosztályvezetője volt. Közben rendszeresen orgonált a krisztinavárosi templomban. 1976–1996 között a Magyar Televízió munkatársa, 1990 januárja és áprilisa között az elnökség tagja, 1990–1992 között művészeti producere, 1993–1996 között a zenei műsorok stúdióvezetője volt. 1999-től az Írószövetség költői szakosztályának elnöke.

## Magánélete
1960-ban házasságot kötött Jámbor Erikával, aki 2008-ban hunyt el. Három gyermekük született; Czigány Ildikó (1961) pilóta, Czigány Zoltán (1965–2011) filmrendező, író és Czigány Gergely operatőr (1970).

## Művei

### Versek
- 23 vers Borsos Miklós bevezetőjével (1971)
- A magunk kenyerén (1971)
- Aszfaltfolyók (1974)
- Hazát! (1979)
- Álmok Ninivéből (1983)
- Augusztus tárgyai (válogatott és új versek, 1987)
- Lacrimosa – 12 vers a Poesis Hungarica sorozatban (1989)
- Három gyertya (1992)
- Fények a vizen – 77 vers (1995)
- Itt van Pompeji (régi és új versek, 1997)
- Ima – 12 vers Borsos Miklós 12 rajzával (1998)
- Fél perc nyár (válogatott és új versek, 2000)
- Mézet ont az ég (2002)
- Huszonnégy vers négy tükörben (2003)
- Álmot, gyönge leánykát. Czigány György hatvan verse; Pro Pannonia, Pécs, 2003 (Pannónia könyvek)
- Hála (2006)
- Az elsüllyedt katedrális. Tucatnyi vers Baranyi Ferenc, Alberto Menenti és Giorgio Pressburger fordításában / La cattedrale naufragata. Una dozzina di poesie tradotte da Ferenc Baranyi, Alberto Menenti e Giorgio Pressburger; Hungarovox, Budapest, 2008
- Égi kémia (versek, tíz mondatos karcolatok, 2008)
- Zárófogadás; Szt. István Társulat, Budapest, 2009
- Mennyei rónán; Szt. István Társulat, Budapest, 2010
- Kalitkám is madár. Összegyűjtött versek; Kairosz, Budapest, 2013
- Zsoltár. Vers és vers-háttér; Pro Pannonia, Pécs, 2013 (Pannónia könyvek)
- Kilenc szimfónia; Szt. István Társulat, Budapest, 2016
- Télikék; Szt. István Társulat, Budapest, 2018
- Költők, papok, lányok; Hét Krajcár, Budapest, 2020

### Prózák
- A muzsika hullámhosszán (esszék Lázár Eszterrel, 1970)
- Ki nyer holnap? (interjúk, 1972)
- Miért igen, miért nem? 32 muzsikus a zenei közélet kérdéseiről (1973)
- Monteverdi: Odüsszeusz hazatérése (operaszövegkönyv, 1974)
- Csak a derű óráit számolom… (interjúk, 1981)
- Álmodj Bachot! (vígopera-szövegkönyv, 1990)
- Szép magyar liliom (versek egy sanzon-oratóriumhoz, 1991)
- Mozarttal vacsorázok (esszék, elbeszélések, 1992)
- Vándorévek (esszék, novellák, 2001)
- A Teremtő ministránsai (2003)
- Tizedek (2004)
- Képes Krónikás -Budapest ( Tóth Tibor fotóművész, grafikus szerkestésében) (2004)
- Lámpaláz. Három filmetűd. Lámpaláz. Fél nap nyár… és a vének; Hungarovox, Budapest, 2009
- 80 nyár; Szt. István Társulat, Budapest, 2011
- Révfalu álom; Szt. István Társulat, Budapest, 2013
- Győri Te Deum. Czigány György diáriuma; Hungarovox, Budapest, 2014
- Keresztény élmény, magyarság. Úton Babitshoz, Kodályhoz és utódaikhoz; Szt. István Társulat, Budapest, 2015
- A nyár feltámadása; Szt. István Társulat, Budapest, 2017
- Ezer mondat és karácsony; Kairosz, Budapest, 2017

### TV-s munkái
- Karácsonyi éjféli mise (1974)
- Éjféli mise a Mátyás templomban (1987)
- Éjféli mise Kalocsán (1988)
- Pünkösdi mise Pécsről (1988)
- Betlehemi éjféli mise (1989)
- Karácsonyi éjféli mise Egerből (1989)
- Karácsonyi éjféli mise a Pécsi Székesegyházban (1990)
- Éjféli mise közvetítése a Szegedi Fogadalom templomból (1991)
- Karácsonyi éjféli mise (1993)
- Virtuóz élet (riporter)
- Vándorévek – vándorúton (szereplő)
- Takács Jenő-portré (műsorvezető)
- Magyar zeneszerzők: Szokolay Sándor (szereplő)
- Magyar zeneszerzők: Soproni József (szereplő)
- Madrigál-történet (riporter)
- A boldog herceg (riporter)

### Rádió- és tévéműsorok

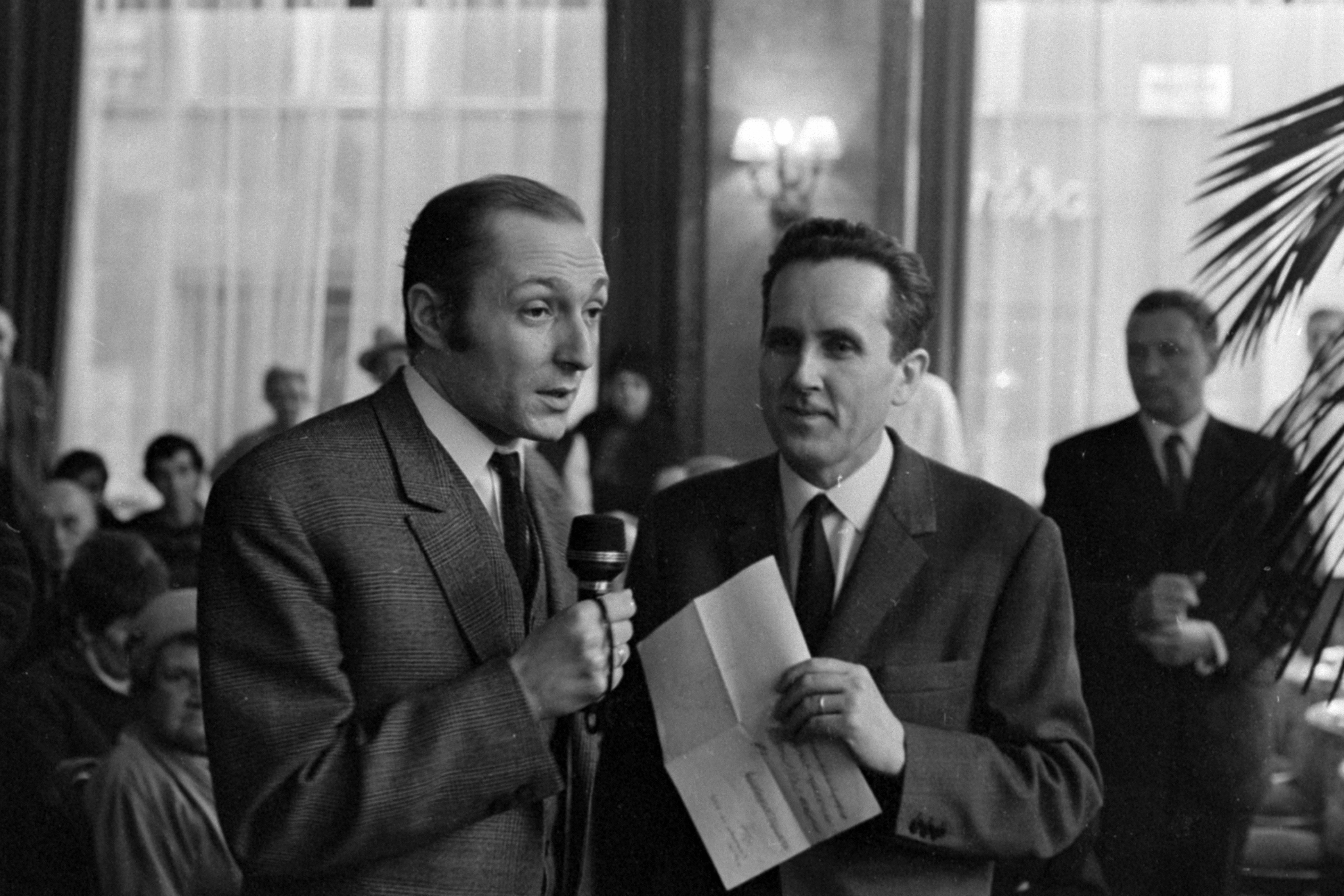
Mester Ákos riporterrel (b) az Astoria Szálló halljában, a „Ki nyer ma?” rádióműsor felvételén (1970)

- Ki nyer ma? (1969–2007)
- Olvasólámpa (1986)

### Zeneművek
- Petrovics Emil: Divertimento

## Díjak, kitüntetések
- Liszt Ferenc-díj (1970)
- Erkel Ferenc-díj (1971)
- SZOT-díj (1973)
- Érdemes művész (1988)
- Batthyány-Strattmann László-díj (1992)
- József Attila-díj (1996)
- Pro Literatura díj (1997)
- Aranytoll (1999)
- Joseph Pulitzer-emlékdíj (életmű, 2000)
- A Művelődés Szolgálatáért (2000)
- Arany János-jutalom (2001)
- Péterfi Vilmos-életműdíj (2002)
- Stephanus-díj (2004)
- Salvatore Quasimodo-díj (2004)
- A Magyar Köztársasági Érdemrend lovagkeresztje (2005)
- Prima Primissima díj (2006)
- Magyar Örökség díj (2009)
- Óbuda-Békásmegyer díszpolgára (2011)
- A Magyar Köztársasági Érdemrend tisztikeresztje (2011)
- Győri Könyvszalon alkotói díj (2014)[2]
- Budapestért díj (2017)[3]
- Dohnányi Ernő-díj (2022)[4]